# قبريانوس القرطاجي
القديس قبريانوس القرطاجي(اسمه الكامل: تاسكيوس كايسيليوس سيبريانوس Thascius Caecilius Cyprianus) كان أسقف قرطاج (منذ عام 249 م) وأبًا وكاتبًا مسيحيًّا، ولد في عام 208 م بشمال أفريقيا (مدينة قرطاجنة ضمن حدود تونس) في أسرة وثنية وقَبِل الإيمان المسيحي ونال المعمودية عام 246م وتسمى باسم أبيه الروحي سيسيليوس قبريانوس وتوفي في 14 سبتمبر 258 م بقرطاج، ويرجح أنه من أصل بربري.
كتابة المشهور «وحدة الكنيسة» والذي يتكلم فية عن لزوم اتباع تعاليم الأسقف بحال تعذر على المرء فهما بنفسه، وانتقد الأفكار الغريبة التي تدخل الكنيسة. اشتهر أيضًا بخدمتة وتضحيته للفقراء في قرطاج وتمسكة بالعقيدة المسيحية حتى تم إعدامه عام 258 ميلادي.

## روابط خارجية
- قبريانوس القرطاجي على موقع الموسوعة البريطانية (الإنجليزية)
- قبريانوس القرطاجي على موقع ديسكوغز (الإنجليزية)